# Strach z létání
Strach z létání (v anglickém originále Fear of Flying) je 11. díl 6. řady (celkem 114.) amerického animovaného seriálu Simpsonovi. Scénář napsal David Sacks a díl režíroval Mark Kirkland. V USA měl premiéru dne 18. prosince 1994 na stanici Fox Broadcasting Company a v Česku byl poprvé vysílán 4. února 1997 na stanici ČT1.

## Děj
Po neškodném žertíku je Homer doživotně vykázán z Vočkovy hospody a musí si najít jiný bar. Nakonec se Homer spokojí s barem pro piloty aerolinek, kde si ho spletou s pilotem a posadí ho do kokpitu letadla, které vzápětí zničí. Výměnou za jeho mlčení o svém omylu dá letecká společnost rodině Simpsonových letenky zdarma do kteréhokoli z dolních 48 států Ameriky. 
Představa cesty letadlem naplňuje Marge úzkostí, protože má strach z létání. Po několika neúspěšných pokusech vyhnout se cestě dostane v letadle záchvat paniky, a tak je výlet odložen. Aby Homer pomohl překonat Marge její fobii, půjčuje si hrané filmy s leteckou tematikou. To se mu vymstí, když jeden film ukazuje, jak přeživší po leteckém neštěstí přežívají díky tomu, že snědí mrtvé členy posádky a cestující. 
Když Marge vykazuje známky přetrvávajícího traumatu z letu, Líza ji přesvědčí, aby podstoupila psychoterapii u doktorky Zweigové. Ta odhalí kořeny Margina strachu: okamžik, kdy si uvědomila, že její otec nebyl pilot, ale letuška. Její stud se zmírní, když ji Zweigová ujistí, že stevardi jsou dnes zcela běžní a že jejího otce lze považovat za průkopníka. Marge vzpomíná i na další nehody spojené s létáním, které v ní vyvolaly strach, k nimž patří i to, že se její babička pokoušela nakrmit letadlovým trikem, ale omylem ji zasáhla lžící do oka. Její hraní si v letadle, když začalo hořet. A nakonec Margina matka Jacqueline, která ji vzala na kukuřičné pole, kde na ně zaútočilo letadlo. 
V domnění, že konečně překonala svůj strach z létání, Marge nastoupí s Homerem do letadla. Letadlo sjede z dráhy a přistane ve vodní nádrži.

## Produkce
Díl režíroval Mark Kirkland a napsal jej David Sacks. Příběh dílu vznikl tak, že Sacks přišel do scenáristické místnosti s nápadem na epizodu, v níž Marge „z toho či onoho důvodu“ navštíví terapeuta. Sacks a ostatní scenáristé pak kolem této dějové linie vystavěli zbytek zápletky. Do role Zweigové byla povolána Anne Bancroftová. Než Bancroftová nahrála svou část, animátoři založili návrh Zweigové na dabérce Tress MacNeilleové. Poté, co Bancroftová nahrála svou část, byla Zweigová předělána tak, aby odpovídala hlasu Bancroftové. Přidali jí rozdvojené brýle a stříbrný proužek ve vlasech, aby jí dodali dospělejší vzhled. Manžel Bancroftové Mel Brooks ji následoval do studia, přičemž Bancroftová řekla showrunnerovi pořadu Davidu Mirkinovi: „Nemůžu se ho zbavit.“. Brooks, který také seděl vedle Mirkina, když Bancroftová hrála svou roli, a také se snažil Mirkinovi radit, hostoval v dílu téže řady Homer versus Patty a Selma. 
Štábu se podařilo získat ústřední herce amerického sitcomu Na zdraví, s výjimkou Kelseyho Grammera, aby se znovu sešli a hostovali v této epizodě. Štáb nedokázal zařídit scénář tak, aby v dílu zbyl čas pro Grammera, který už měl stálou roli v seriálu Simpsonovi jako Levák Bob. Ted Danson hostoval jako Sam, Woody Harrelson jako Woody, Rhea Perlmanová jako Carla, John Ratzenberger jako Cliff a George Wendt jako Norm.
Vzhledem ke krátké délce epizody obsahuje dlouhý úvod, který končí tanečním vystoupením různých postav v rámci gaučového gagu.

## Kulturní odkazy
Homer vstupuje do baru Cheers ve scéně, která je parodií na typickou epizodu komediálního seriálu Na zdraví. Všechny mluvící postavy jsou namluveny herci, kteří je hráli v seriálu Na zdraví. Ironií je, že pouze Frasier Crane mlčí, přestože ho hraje stálý host Simpsonových Kelsey Grammer, hlas Leváka Boba. V Margině snu se objevuje v roli Maureen Robinsonové z filmu Ztraceni ve vesmíru, zatímco Homer hraje doktora Zacharyho Smithe a Líza hraje robota. Scéna, ve které se Marge a Jacqueline Bouvierová přikrčí, když na ně v kukuřičném poli střílí dvouplošník, je parodií na film Alfreda Hitchcocka Na sever severozápadní linkou.
Homerova karikatura hory Lushmore připomíná Eustace Tilleyho, maskota časopisu The New Yorker. Homerova hláška o tom, že se dostane ze Springfieldu, je převzata z filmu Život je krásný, zatímco Homerova nejoblíbenější píseň je odhalena jako „It's Raining Men“ od The Weather Girls.

## Přijetí

### Vydání
Díl byl v roce 1999 vybrán k vydání ve video kolekci vybraných epizod s názvem The Simpsons Go To Hollywood. Dalšími epizodami zařazenými do kolekční sady byly díly U ohnivého Vočka, Šáša Krusty je zrušen – Šáša Krusty má padáka a Homer – Maxi Obr. Díl byl opět zařazen do DVD vydání téže sady v roce 2003 a také do DVD sady 6. řady The Simpsons – The Complete Sixth Season, která vyšla 16. srpna 2005.

### Kritika
Po odvysílání díl získal mnoho pozitivních recenzí od fanoušků i televizních kritiků. 
V červenci 2007 Simon Crerar z The Times zařadil vystoupení herců z Na zdraví mezi třiatřicet nejvtipnějších cameí v historii seriálu.
Warren Martyn a Adrian Wood, autoři knihy I Can't Believe It's a Bigger and Better Updated Unofficial Simpsons Guide, uvedli, že se jedná o „dobrou epizodu zaměřenou na Marge se spoustou chytrých kulis – pocty Na zdraví a Ztraceným ve vesmíru jsou fantastické“, a poznamenali, že „Margin otec vypadá podezřele jako Vočko“.
Ryan Keefer z DVD Verdictu uvedl, že „díky tomu, že se v epizodě objeví herci ze seriálu Na zdraví (ironicky až na Grammera) a vtipná parodie na Na sever severozápadní linkou, je epizoda mnohem lepší, než byste čekali“, a udělil jí známku B+.
Colin Jacobson z DVD Movie Guide v recenzi DVD 6. řady uvedl, že jde o „další díl, na který nevzpomínám rád, ale který funguje nadmíru dobře. Neuvědomil jsem si, kolik citátů jsem z něj ukradl: jméno Guy Incognito, pes s huňatým ocasem, ‚břemeno spojené s potížemi‘. Díl nedává moc smysl, co se týče kontinuity, protože Marge už létala v předchozích dílech, ale je neustále velmi vtipný a zábavný.“
Časopis Phoenix označil Anne Bancroftovou za jednu z dvaceti nejlepších hostujících hvězd, které se v pořadu objevily.

### Sledovanost
V původním vysílání se díl umístil na 48. místě (shodně s Dateline NBC) ve sledovanosti v týdnu od 12. do 18. prosince 1994 s ratingem Nielsenu 9,6. Epizoda byla třetím nejlépe hodnoceným pořadem na stanici Fox v tomto týdnu, předstihly ji pouze Beverly Hills 90210 a Ženatý se závazky.